# Xiangtan
Xiangtan (chinesisch 湘潭市, Pinyin Xiāngtán Shì) ist eine bezirksfreie Stadt im Osten der chinesischen Provinz Hunan.
Sie liegt an der Mündung des Flusses Lian Shui 涟水 in den Xiang Jiang. Sie hat einen Flusshafen und einen Bahnhof. Sie hat Textil- und Stahlindustrie und ist seit langem als Umschlagplatz für Reis von Bedeutung. Traditionell ist Xiangtan in China auch bekannt für seine Betelnusserzeugnisse. Xiangtan hat eine Fläche von 5.006 km² und 2.726.181 Einwohner (Stand: Zensus 2020).
Zu Xiangtan gehört auch Shaoshan, der Geburtsort Mao Zedongs.

## Administrative Gliederung

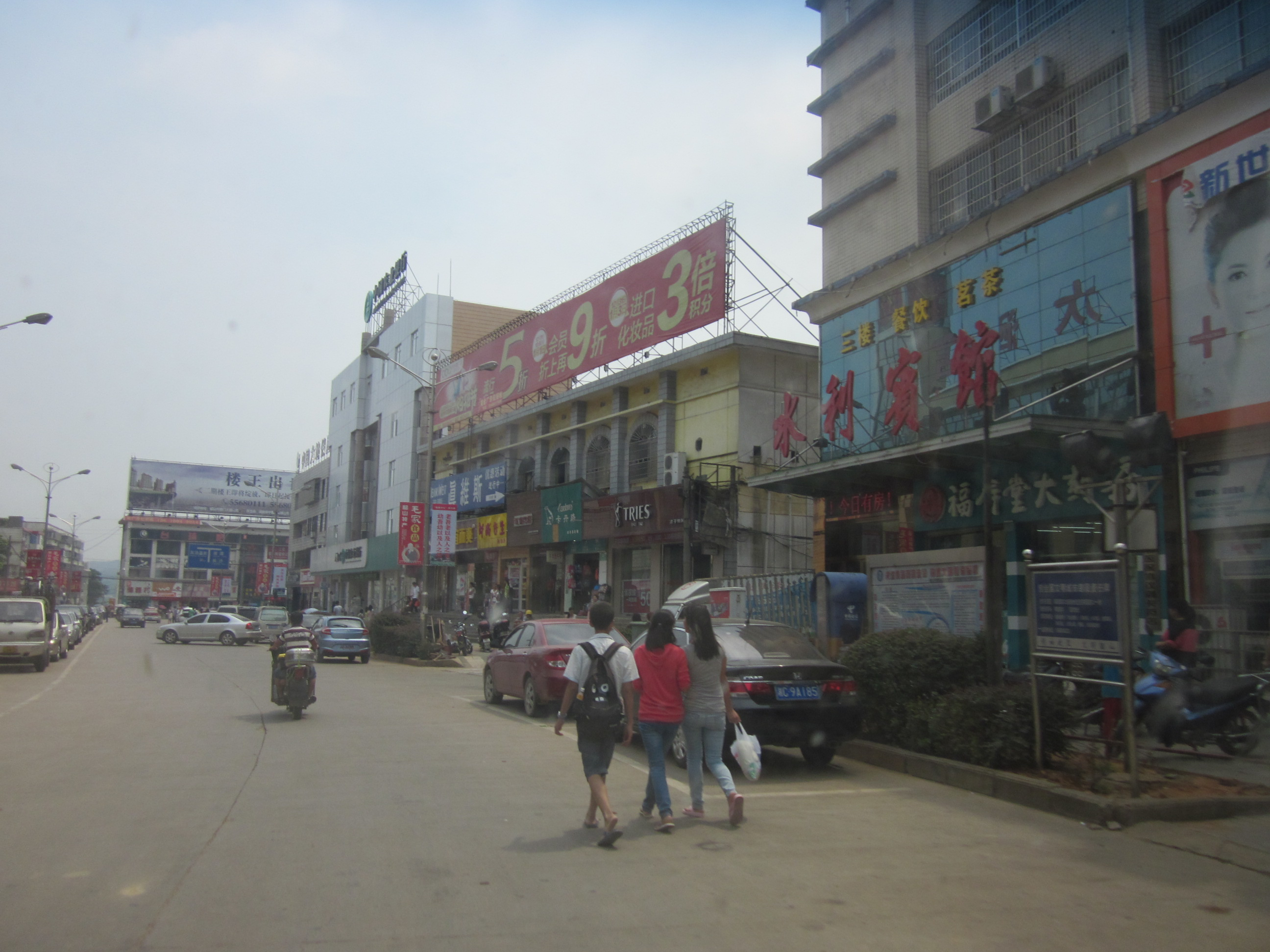
Shaoshan

Auf Kreisebene setzt sich Xiangtan aus zwei Stadtbezirken, einem Kreis und zwei kreisfreien Städten zusammen. Diese sind (Stand: Ende 2018):
- Stadtbezirk Yuetang (岳塘区), 206 km², 478.300 Einwohner, Sitz der Stadtregierung;
- Stadtbezirk Yuhu (雨湖区), 74 km², 604.600 Einwohner;
- Kreis Xiangtan (湘潭县), 2.513 km², 868.500 Einwohner, Hauptort: Großgemeinde Yisuhe (易俗河镇);
- Stadt Xiangxiang (湘乡市), 2.004 km², 812.100 Einwohner;
- Stadt Shaoshan (韶山市), 210 km², 101.300 Einwohner.

## Infrastruktur

### Wasserversorgung
In Xiangtan gibt es derzeit drei Wasserwerke mit einer Kapazität von etwa 600.000 Tonnen/Tag. Ein viertes Wasserwerk mit einer Kapazität von zusätzlichen 400.000 Tonnen wird derzeit gebaut.

### Transport
Die Stadt ist mit zwei Eisenbahnlinien an das Eisenbahnnetz der Volksrepublik China angeschlossen. An diese sind ebenfalls eine Reihe von Unternehmen direkt angeschlossen.

## Wirtschaft
Mit sowohl eher traditioneller Industrie, als auch modernen Produktionsunternehmen ist Xiangtan eine wichtige Industriestadt in China. Neben Unternehmen aus dem sekundären Sektor, zum Beispiel aus den Bereichen: Elektrotechnik, Metallurgie, Chemieindustrie und Baumaterialindustrie haben sich mittlerweile eine Reihe von High-Tech-Unternehmen in Xiangtan angesiedelt. Dazu zählen Unternehmen aus den Bereichen „Neue Materialien“, Biopharmazeutik und „Moderne Produktionsindustrie“.

## Städtepartnerschaften
- Changning, Volksrepublik China, seit 1984
- Hikone, Japan, seit 1991
- South El Monte, Vereinigte Staaten, seit 1994
- Haikou, Volksrepublik China, seit 1998
- Biên Hòa, Vietnam, seit 2001
- Luzk, Ukraine, seit 2003
- León, Spanien, seit 2010
- Terneuzen, Niederlande, seit 2011
- Long Xuyên, Vietnam, seit 2011

## Persönlichkeiten
- Li Xiaolu (* 1992), Synchronschwimmerin